# ShKAS
La ShKAS (Shpitalny-Komaritski Aviatsionny Skorostrelny, Ametralladora Shpitalny-Komaritski de disparo rápido para aviones; en ruso: ШКАС - Шпитальный-Комарицкий Авиационный Скорострельный) es una ametralladora de 7,62 mm que fue ampliamente utilizada por los aviones soviéticos en la década de 1930 y durante la Segunda Guerra Mundial. Fue diseñada por Boris Shpitalniy e Irinarkh Komaritsky, entrando en producción en 1934. 
La ShKAS fue empleada en la mayoría de cazas y bombarderos soviéticos, además de servir como base para el cañón automático ShVAK.

## Descripción
La ShKAS es una ametralladora revólver accionada por gas; tiene una sola recámara, donde el percutor golpea el fulminante del cartucho.
Un elemento clave en la alta cadencia de disparo de la ShKAS es el tambor rotativo, que alberga diez balas y ofrece una remoción muy suave y progresiva de los cartuchos de la cinta de eslabón desintegrable. Otro elemento es la ligera parte del arma que retrocede, que apenas pesa 921 gramos.
Un análisis estadounidense del sistema de alimentación desclasificado, basado en modelos capturados durante la guerra de Corea, indica:

Se hizo un interesante cambio respecto a la práctica ortodoxa de alimentar una ametralladora de este calibre. El mecanismo, que tiene cierto parecido con el tambor estriado de un revólver, es parte integral del arma, con los cartuchos quedando alineados durante toda la operación.

La jaula de alimentación cilíndrica es girada por un brazo que se encaja en una ranura del pistón de gases. Un entalle helicoidal en el tambor retira los cartuchos de la cinta de eslabón metálico desintegrable mientras se mueve a través del mecanismo, encajándose en sus pestañas y gradualmente empujando los cartuchos hacia atrás. Los cartuchos liberados van al fondo del cajón de mecanismos para ser introducidos en la recámara al finalizar la rotación. Al empujar lentamente el cartucho de la cinta con este mecanismo de alimentación, prácticamente no produce resistencia cuando el arma es disparada a gran velocidad. Tiene suficiente fuerza como para emplear una cinta de cualquier longitud.
[...]

La Fuerza Aérea Rusa apodó este mecanismo circular como "jaula para pájaro". Es una adaptación de un sistema empleado por vez primera por el diseñador polaco Gabriel Szakats.

Luego de analizar las piezas menos inusuales de la ShKAS, la fuente estadounidense concluye:

Por lo tanto la Shkas es una innovación basada en las características de la Maxim (eyección y muelle recuperador), la Szakats (mecanismo de alimentación rotativo) y la Berthier (pistón de gases, recámara, mecanismo de acerrojado).

Ian V. Hogg llamó al mecanismo de alimentación de la ShKAS "jaula de ardilla".
A pesar de que la ShKAS es conocida por su gran cadencia de disparo, podía disparar con menor cadencia. Esto se hacía "cambiando la posición de los agujeros en el regulador de gas, que tiene agujeros de tres tamaños distintos: 1/12 pulgada, 1/10 pulgada y 1/8 pulgada. Cuanto más pequeño el agujero empleado, se obtiene una cadencia de disparo más moderada".

## Variantes
La producción inicial consistió en ametralladoras ShKAS con mecanismo de recarga accionado mediante cable para montajes alares y torretas, con una versión sincronizada entrando en servicio en 1936.
Para 1952 los servicios de espionaje occidentales habían identificado cinco modelos distintos, todos ellos con el número "426" en sus marcajes:
- En 1932 apareció un prototipo "426"
- KM-33, para montaje en torreta, apareció en 1933
- KM-35, para montaje en torreta (1934) y alas (1935)
- KM-36, para montaje en torreta (1935) y sincronizada para disparar entre las aspas de la hélice (1937); la segunda tenía un cañón más largo
- Un modelo de 1941, para montaje alar

"KM" es el acrónimo de "modelo construido", producción de serie. Su papel era indicado por las letras "T" para torreta, "K" para alas y "S" para sincronizada. La versión para torreta era habitualmente montada en una copia soviética del anillo Scarff. El modelo de 1937 tenía una cadencia máxima ligeramente mayor, de 2.000 disparos/minuto. La cantidad de munición normalmente transportada era una cinta de 650 cartuchos para los modelos fijos, así como cintas de 1.000 a 1.500 cartuchos para los modelos montados en torretas.
Los archivos soviéticos indican las siguientes cifras de producción anuales:
- 1933 — 365 producidas
- 1934 — 2476
- 1935 — 3566
- 1937 — 13.005
- 1938 — 19.687
- 1940 — 34.233
- 1943 — 29.450
- 1944 — 36.255
- 1945 — 12.455

En 1939 se produjo una pequeña cantidad de ametralladoras Ultra-ShKAS, con una cadencia de 3.000 disparos/minuto, pero tuvieron un empleo limitado debido a problemas de fiabilidad.

## Efectividad
Una ráfaga de 1 segundo de las cuatro ShKAS de un Polikarpov I-153 o Polikarpov I-16 lanzaba 120 balas dentro de 15 miles angulares a 400 m (1312 pies), produciendo una densidad de disparo de 5 balas por metro cuadrado en el cielo. Era una densidad de disparo mucho más alta que la de aviones contemporáneos de otros países, considerando que las cuatro ametralladoras con una cinta de 650 balas cada una, apenas pesaban 160 kg (350 libras) en total.
Pero la ShKAS tenía sus defectos. El técnico de ametralladoras soviético Viktor M. Sinaisky dijo: 

" La ametralladora ShKAS tiene una alta cadencia de disparo, pero también tiene 48 formas de bloquearse. Algunas se pueden reparar inmediatamente, algunas no. Y 1.800 disparos por minuto es una cadencia de disparo demencialmente alta. Si presionas el gatillo por demasiado tiempo, la ShKAS disparará toda su munición de una vez y eso será todo. "

## Especificaciones del arma
- Cartucho: 7,62 x 54 R
- Calibre: 7,62 mm

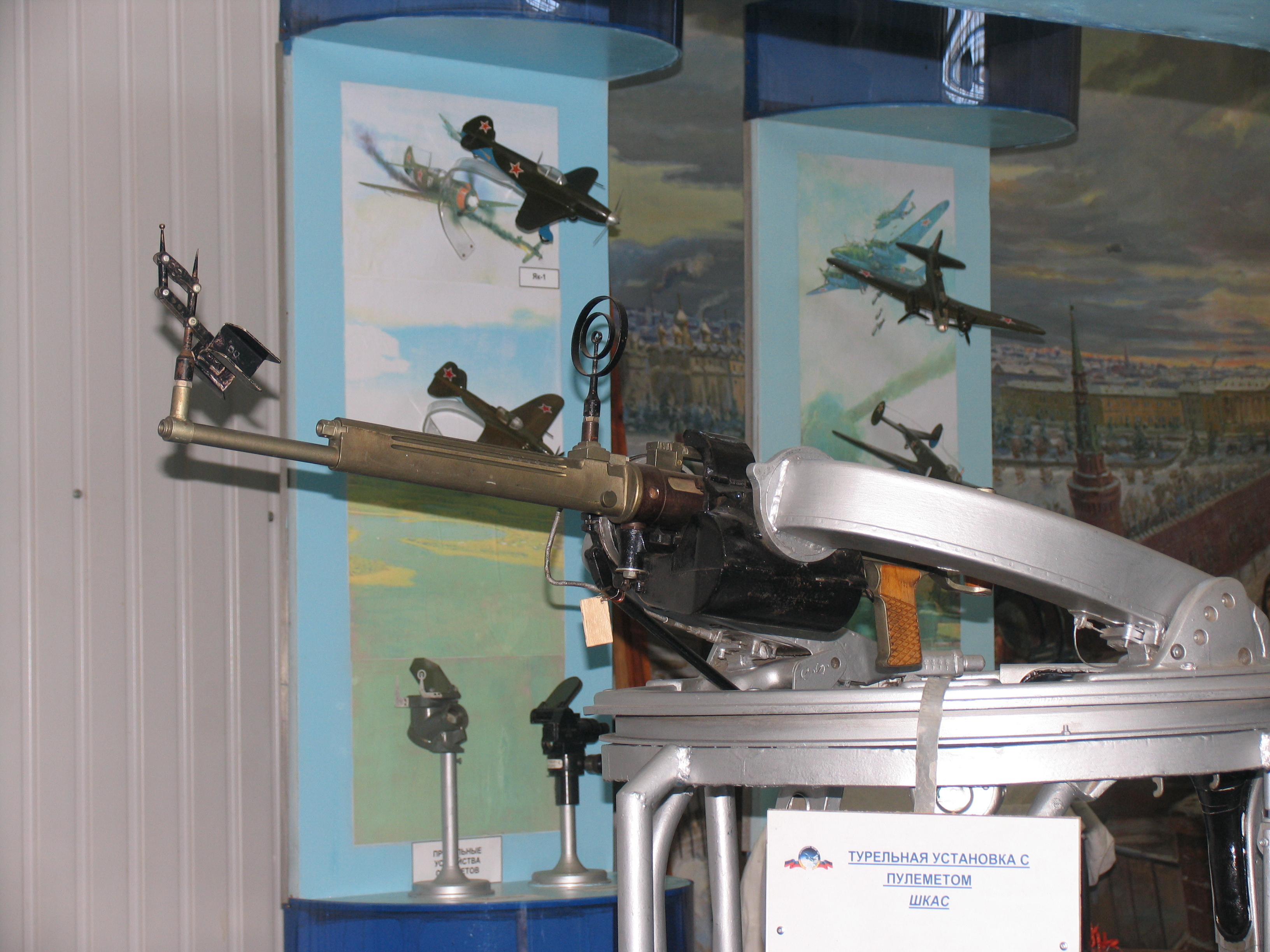
Una ShKAS montada una torreta manual.

- Cadencia de disparo: 1.800 disparos/minuto en montajes alares o en torreta; 1.625 disparos/minuto sincronizada. UltraShKAS: 3.000 disparos/minuto.
- Velocidad de boca: 825 m/s
- Peso: 10,5 kg (descargada); 40 kg (cargada con una cinta de 650 cartuchos)

## Especificaciones de su munición
Aunque empleaba el cartucho 7,62 × 54 R, la ShKAS empleaba cartuchos especialmente construidos para esta, con menores tolerancias; para distinguirlos de los cartuchos estándar, llevaban la letra "Sh" (Ш) estampada en el culote. Los casquillos, diseñados por N. M. Elizarov, también tenían algunas características adicionales, como un moleteado doble y una pared más gruesa de construcción "bimetálica" en lugar del tradicional latón. El principal tipo de bala que montaba era la antiblindaje incendiaria B-32, encamisada y con núcleo de carburo de wolframio, con un peso de 64,4 g y una velocidad de boca de 976 m/s.
- Peso de la bala: 9,6 g (148 granos)
- Peso del cartucho: 24 g (370 granos)
- Coeficiente balístico: 2.100 kg/m² (3 lb/in²)
- Duración de la munición trazadora: 750 m (2460 pies)
- Perforación de blindaje: 11 mm (0,43 pulgadas) a 400 m (1312 pies)

## Posibles influencias
Algunos historiadores militares consideran que el sistema de alimentación del Mauser MG 213C (el primer cañón revólver occidental) fue inspirado por el de la ShKAS.

## Usuarios
- Unión Soviética
- República de China
- Segunda República Española